# 白胶刺耳
白胶刺耳（学名：Tremellochaete japonica）是属于银耳目银耳科胶刺耳属的一种真菌，群生于阔叶林中的阔叶树朽木及朽树桩上。该种分布于中国、日本、俄罗斯。